# Så som i himmelen

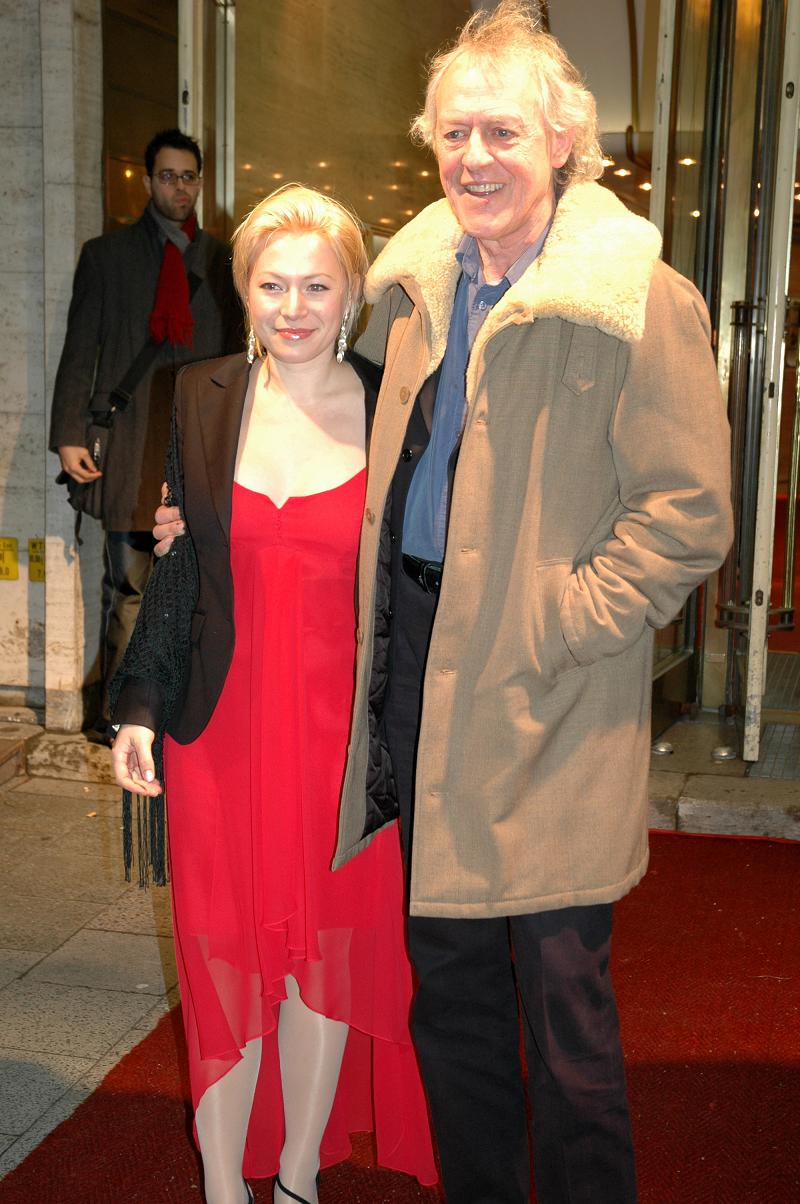
D'esquerra a dreta, Frida Hallgren i Kay Pollak l'any 2005 a Berlín.

Så som i himmelen (Com en el cel, en català) és una pel·lícula de 2004 dirigida per Kay Pollak i protagonitzada per Michael Nyqvist i Frida Hallgren. Va ser un èxit a la taquilla de Suècia i a diversos altres països.

## Argument
Daniel Daréus (Michael Nyqvist) és un reeixit i famós director internacional que aspira que la creació de música obri els cors de la gent. El seu propi cor, tanmateix, és en baixa forma. Després de patir un infart al final d'una actuació, es retira indefinidament a Norrland al nord de Suècia, al poble on va tenir una infantesa terrible.
Daniel compra la vella escola primària del poble, i aviat li demanen que escolti el cor. Només se li demana que escolti, i potser ofereixi una mica de consells útils, però les seves intencions de persuadir-lo a ajudar són òbvies. Ell finalment – però amb reticències - accepta ajudar. Després que el rector de la parròquia li ofereix la posició de cantor, accepta i veu el cor créixer i desenvolupar-se, i redescobreix la seva pròpia alegria perduda per a la música.

## Repartiment
- Michael Nyqvist: Daniel Daréus
- Frida Hallgren: Lena
- Helen Sjöholm: Gabriella
- Lennart Jähkel: Arne
- Ingela Olsson: Inger
- Niklas Falk: Stig
- Per Morberg: Conny
- Ylva Lööf: Siv
- André Sjöberg: Tore
- Mikael Rahm: Holmfrid
- Barbro Kollberg: Olga
- Axelle Axell: Florence

## Premis i nominacions

### Nominacions
- 2005. Oscar a la millor pel·lícula de parla no anglesa